# Caudiculatus
Caudiculatus је род слатководних шкољки из породице Unionidae, речне шкољке.

## Врсте
Врсте у оквиру рода Caudiculatus:
- Caudiculatus caudiculatus (Martens, 1867)